# Rémi Siega
Pas d'image ? Cliquez ici

a Compétitions nationales et continentales officielles uniquement.

b Matchs officiels uniquement.
Dernière mise à jour le 19 mai 2022.
Rémi Siega, né le 20 septembre 1990, est un joueur français de rugby à XV, international à sept, qui joue au poste d'ailier.

## Biographie
Ayant un temps joué avec les jeunes du Stade toulousain, il effectue néanmoins l'ensemble de sa carrière en Nouvelle-Calédonie, devenant même international avec la sélection de l'île.
Joueur important de l'Équipe de France de rugby à sept, notamment lors de la saison 2018-19, il y évolue au poste d'ailier.

## Palmarès
- Vancouver 2019 et Hong Kong 2019.